# Église Saint-Étienne de Claye-Souilly
Pour les articles homonymes, voir Église Saint-Étienne.
L'église Saint-Étienne est une église paroissiale, consacrée au martyr Étienne, située dans la commune française de Claye-Souilly en Seine-et-Marne.

## Histoire
Initialement se trouvait à cet endroit une église, brûlée le 6 novembre 1592 lors des évenements de la Ligue, par François de Villiers, seigneur de Chailly, surintendant des finances du duc de Guise.
Elle a été victime d'un incendie en 1996. Les travaux de restauration ont permis de découvrir la première pierre de la construction du clocher, datant du 15 mai 1733.

## Description
Le portail d'entrée est surmonté d’une croix de pierre. Le clocher est de section carrée.

## Mobilier
L’orgue date de 1750 et a été restauré en 2007 par Yves Fossaert.